# Mac3Park Stadion
Das Mac3Park Stadion (Eigenschreibweise MAC³PARK Stadion) ist ein Fußballstadion in der niederländischen Stadt Zwolle, Provinz Overijssel. In der Sportstätte trägt der PEC Zwolle seine Heimspiele aus. Es ersetzt das 1934 erbaute Oosterenkstadion. Am 7. Juni 2012 gab Edward van Wonderen vom PEC Zwolle bekannt, dass das FC Zwolle Stadion zukünftig den Namen IJsseldeltastadion tragen wird. Seit Juli 2016 trägt es den heutigen Namen.

## Geschichte
In einer Stadtratsitzung am 17. März 2003 beschloss man den Bau eines neuen Stadions in Zwolle. Dabei sollte nicht nur ein Stadion entstehen, sondern mit Geschäften, Freizeiteinrichtungen, einem Fitnessstudio, ein Hotel und ein Spielkasino mit 400 Plätzen ein ganzer Komplex mit 35.000 Quadratmeter Gewerbefläche gebaut werden. Das Projekt verzögerte sich, da Anwohner gegen den Bau protestierten. Nach einem Referendum war am 12. Mai 2005 der Weg frei für den Bau. Am 11. August 2006 einigte sich der Verein FC Zwolle mit der Stadion-Entwicklung Zwolle auf einen Mietvertrag für das Stadion. Der Vertrag hat eine Laufzeit von 25 Jahren und beinhaltet, neben dem Stadion mit 10.500 überdachten Sitzplätzen, einen Teil des Clubhauses, Büroräume, Umkleide- und Schiedsrichterkabinen und weitere Räumlichkeiten.
Die Bauarbeiten begannen am 9. März 2007 und die Stadioneröffnung fand am 29. August 2009 statt. Der Neubau liegt rund 40 Meter vom Standort des alten Oosterenkstadions entfernt. Die damaligen 10.500 Sitzplätze verteilen sich auf vier einzelne, überdachte Zuschauerränge, die etwa vier Meter erhöht stehen. In den Ecken liegen die Bürogebäude, das Hotel und das Kasino. An den Eingängen sind elf Drehkreuzanlagen installiert. Der Business-Club verteilt sich auf zwei Etagen. In der ersten Etage auf 1.000 Quadratmeter befindet sich ein großer Raum und mehrere kleine Räume. In der zweiten Etage gibt es V.I.P.-Logen und ein Restaurant mit Blick auf das Spielfeld. Die Flutlichtanlage ist nicht, wie heute bei Neubauten üblich, in das Dach integriert. Sie thront auf vier Stahlrohr-Masten in den Stadionecken. Für behinderte Besucher sind auf der Osttribüne spezielle Plätze eingerichtet. Die Gästefans finden ihre Plätze auf dem Südrang. Die 600 Plätze sind mit Wänden aus Plexiglas abgeteilt. Der Bereich kann in einen Teil mit 400 und einen Teil mit 200 Plätzen getrennt werden. Um das Stadion befinden sich 1.260 Parkplätze für die Besucher und dahinter liegen sechs Trainingsplätze.
Im November 2015 wurde die Immobiliengesellschaft MAC³PARK Namenssponsor der Anlage. Seit dem 1. Juli 2016 trägt die Spielstätte, zunächst für drei Jahre, den Namen MAC³PARK Stadion. Durch einen Ausbau im Sommer 2016 bietet das Stadion gegenwärtig 14.000 Plätze. Anfang 2017 soll eine Solaranlage mit rund 2.000 Modulen auf den vier Dächern der Tribünen installiert werden. Der Verein hatte dies bereits 2014 angekündigt, da das Stadion nicht dem Club gehört, mussten sich die beiden Parteien erst auf die Bedingungen einigen.

## Tribünen
- Henk Timmer Tribune (West)
- Fred Patrick Tribune (Ost)
- Marten Eibrink Tribune (Nord)
- Klaas Drost Tribune (Süd)